# Ісландія на літніх Олімпійських іграх 2016
Ісландію на літніх Олімпійських іграх 2016 була представлена 8 спортсменами в 4 видах спорту. Жодної медалі олімпійці Ісландії не завоювали.

## Легка атлетика
Легенда
- Note – для трекових дисциплін місце вказане лише для забігу, в якому взяв участь спортсмен
- Q = пройшов у наступне коло напряму
- q = пройшов у наступне коло за добором (для трекових дисциплін - найшвидші часи серед тих, хто не пройшов напряму; для технічних дисциплін - увійшов до визначеної кількості фіналістів за місцем якщо напряму пройшло менше спортсменів, ніж визначена кількість)
- NR = Національний рекорд
- N/A = Коло відсутнє у цій дисципліні
- Bye = спортсменові не потрібно змагатися у цьому колі

Трекові і шосейні дисципліни
| Спортсмен           | Дисципліна                | Попередній забіг | Попередній забіг | Півфінал         | Півфінал         | Фінал            | Фінал            |
| Спортсмен           | Дисципліна                | Результат        | Місце            | Результат        | Місце            | Результат        | Місце            |
| ------------------- | ------------------------- | ---------------- | ---------------- | ---------------- | ---------------- | ---------------- | ---------------- |
| Аніта Хінріксдоттір | біг на 800 метрів (жінки) | 2:00.14 NR       | 6                | Завершила виступ | Завершила виступ | Завершила виступ | Завершила виступ |

Технічні дисципліни
| Спортсмен              | Дисципліна               | Кваліфікація       | Кваліфікація | Фінал              | Фінал            |
| Спортсмен              | Дисципліна               | Результат у метрах | Місце        | Результат у метрах | Місце            |
| ---------------------- | ------------------------ | ------------------ | ------------ | ------------------ | ---------------- |
| Гвюдні Валюр Гвюднасон | метання диска (чоловіки) | 60.45              | 21           | Завершив виступ    | Завершив виступ  |
| Асдіс Хьяльмсдоттір    | метання списа (жінки)    | 54.92              | 30           | Завершила виступ   | Завершила виступ |

## Гімнастика

### Спортивна гімнастика
Жінки
| Спортсменка | Дисципліна | Кваліфікація   | Кваліфікація       | Кваліфікація | Кваліфікація | Кваліфікація | Кваліфікація | Фінал  | Фінал  | Фінал  | Фінал  | Фінал   | Фінал |                  |                  |                  |                  |                  |                  |
| Спортсменка | Дисципліна | Вправа         | Вправа             | Вправа       | Вправа       | Загалом      | Місце        | Вправа | Вправа | Вправа | Вправа | Загалом | Місце |                  |                  |                  |                  |                  |                  |
| ----------- | ---------- | -------------- | ------------------ | ------------ | ------------ | ------------ | ------------ | ------ | ------ | ------ | ------ | ------- | ----- | ---------------- | ---------------- | ---------------- | ---------------- | ---------------- | ---------------- |
| Спортсменка | Дисципліна | Ірина Сазонова | Абсолютна першість | 13.800       | 13.500       | Загалом      | Місце        | 12.900 | 13.000 | 53.200 | 40     | Загалом | Місце | Завершила виступ | Завершила виступ | Завершила виступ | Завершила виступ | Завершила виступ | Завершила виступ |

## Дзюдо
| Спортсмен        | Категорія               | 1/16 фіналу                | 1/8 фіналу         | Чвертьфінали       | Півфінали          | Втішний поєдинок   | Фінал / БМ         | Фінал / БМ      |
| Спортсмен        | Категорія               | Суперник Результат         | Суперник Результат | Суперник Результат | Суперник Результат | Суперник Результат | Суперник Результат | Місце           |
| ---------------- | ----------------------- | -------------------------- | ------------------ | ------------------ | ------------------ | ------------------ | ------------------ | --------------- |
| Þormóður Jónsson | понад 100 кг (чоловіки) | Сарнацький (POL) L 000–100 | Завершив виступ    | Завершив виступ    | Завершив виступ    | Завершив виступ    | Завершив виступ    | Завершив виступ |

## Плавання
| Спортсмен                  | Дисципліна                   | Попередній заплив | Попередній заплив | Півфінал        | Півфінал        | Фінал            | Фінал            |
| Спортсмен                  | Дисципліна                   | Час               | Місце             | Час             | Місце           | Час              | Місце            |
| -------------------------- | ---------------------------- | ----------------- | ----------------- | --------------- | --------------- | ---------------- | ---------------- |
| Антон Свейн Маккі          | 100 метрів брасом (чоловіки) | 1:01.84           | 35                | Завершив виступ | Завершив виступ | Завершив виступ  | Завершив виступ  |
| Антон Свейн Маккі          | 200 метрів брасом (чоловіки) | 2:11.39           | 18                | Завершив виступ | Завершив виступ | Завершив виступ  | Завершив виступ  |
| Ейглоу Оуск Густафсдоуттір | 100 метрів на спині (жінки)  | 1:00.89           | 16 Q              | 1:00.65         | 14              | Завершила виступ | Завершила виступ |
| Ейглоу Оуск Густафсдоуттір | 200 метрів на спині (жінки)  | 2:09.62           | 12 Q              | 2:08.84 NR      | =7 Q            | 2:09.44          | 8                |
| Храфнхільдур Лютерсдоттір  | 100 метрів брасом (жінки)    | 1:06.81           | 9 Q               | 1:06.71         | 7 Q             | 1:07.18          | 6                |
| Храфнхільдур Лютерсдоттір  | 200 метрів брасом (жінки)    | 2:24.43           | 10 Q              | 2:24.41         | 11              | Завершила виступ | Завершила виступ |